# K.G.
K.G. (subtitulado Explorations into Microtonal Tuning, Volume 2) es el decimosexto álbum de estudio de la banda australiana de rock psicodélico King Gizzard & the Lizard Wizard, publicado el 20 de noviembre de 2020 a través de su propio sello. El álbum fue precedido por cuatro singles, los tres primeros ("Honey", "Some of Us" y "Straws in the Wind") se publicaron junto con los vídeos musicales subidos a YouTube. K.G. es una "secuela" sónica de Flying Microtonal Banana, que llevaba el subtítulo de "Explorations into Microtonal Tuning, Volume 1" y también un predecesor directo de L.W..

## "Automation"
"Automation", el cuarto sencillo que precede al álbum, se publicó gratuitamente en el sitio web de la banda. Además de los archivos de audio en bruto para "Automation" en su conjunto, la banda también incluye los archivos para los canales de audio separados dentro de la canción, como la voz, el violín, el clarinete y la flauta, así como los archivos de vídeo para el vídeo musical, que la banda anima a los fans a utilizar para hacer sus propios remixes y vídeos musicales. Todos estos archivos requieren la instalación de un cliente torrent en el dispositivo del usuario. Desde el lanzamiento de "Automation", ha habido muchos remixes y vídeos musicales editados por los fans y publicados en sitios como Reddit y YouTube. Varios de ellos han sido destacados por la banda en el boletín de King Gizzard "Gizzymail", concretamente en Gizzymail 6.

## Listado de canciones
| N.º | Título                    | Duración |  |
| 1.  | «K.G.L.W.»                | 1:36     |  |
| 2.  | «Automation»              | 3:30     |  |
| 3.  | «Minimum Brain Size»      | 4:20     |  |
| 4.  | «Straws in the Wind»      | 5:42     |  |
| 5.  | «Some of Us»              | 3:53     |  |
| 6.  | «Ontology»                | 3:58     |  |
| 7.  | «Intrasport»              | 4:13     |  |
| 8.  | «Oddlife»                 | 4:58     |  |
| 9.  | «Honey»                   | 4:34     |  |
| 10. | «The Hungry Wolf of Fate» | 5:08     |  |

## Personal
Créditos de K.G. adaptados de las notas del disco.
King Gizzard & the Lizard Wizard
Stu Mackenzie - voz (pistas 2, 4-6, 8-10), guitarra (pistas 1, 2, 4-6, 8-10), bajo (pistas 1, 2, 4, 6, 8-10), percusión (pistas 1, 2, 4, 8-10), teclados (pistas 1, 2, 4, 6, 8, 9), flauta (pistas 1-4, 6), sitar (pistas 1, 3), sintetizador (pistas 7, 8), clavinet (pistas 5-7), xilófono (pista 5), violín (pista 6), vibráfono (pista 6), trompas (pista 6), Mellotron (pista 7), clarinete (pista 9), órgano (pista 9)
Michael Cavanagh - batería (temas 2-10), percusión (temas 3, 4, 6, 8, 9)
Cook Craig - guitarra (temas 4-6, 10), bajo (tema 5), piano (temas 4, 5, 9), teclados (temas 4, 5), sintetizador (temas 5, 8, 10), sitar (tema 4), percusión (tema 5), clarinete (tema 5), flauta (tema 5)
Ambrose Kenny-Smith - voz (temas 4, 6, 8), armónica (temas 1-6, 9), teclados (tema 4), percusión (temas 5, 8), sintetizador (tema 2)
Joey Walker - voz (temas 3, 7), guitarra (temas 3, 7 ), bajo (temas 3, 9), juno (tema 3), bağlama (tema 3), sintetizador (tema 7), Elektron Digitakt (tema 7), percusión (tema 7)
Lucas Harwood - bajo (pista 10), percusión (pista 8)
Personal adicional
Bella Walker - coros (pista 3)
Producción
Stu Mackenzie - producción, mezcla (pistas 1, 2, 4-6, 8-10), grabación (pistas 1, 2, 4-6, 8-10)
Joey Walker - mezcla (pistas 3, 7), grabación (pistas 3, 7)
Michael Cavanagh - grabación (pistas 3, 4, 6-8, 10)
Cook Craig - grabación (pista 5)
Joseph Carra - masterización
Jason Galea - diseño artístico